# Dolina (geología)
Una dolina (palabra de origen esloveno que significa valle o depresión) alude a un tipo especial de depresión geológica característico de los relieves kársticos. En español se la conoce como «torca».
Las dolinas, muy comunes en los macizos calcáreos, pueden estar ocupadas por lagos, como en la región del Adriático en Yugoslavia, la Península Balcánica, los Alpes de Europa central, en Estados Unidos (en Indiana, Kentucky, Tennessee) o en la Península de Yucatán en México, donde se denominan cenotes.

## Morfología

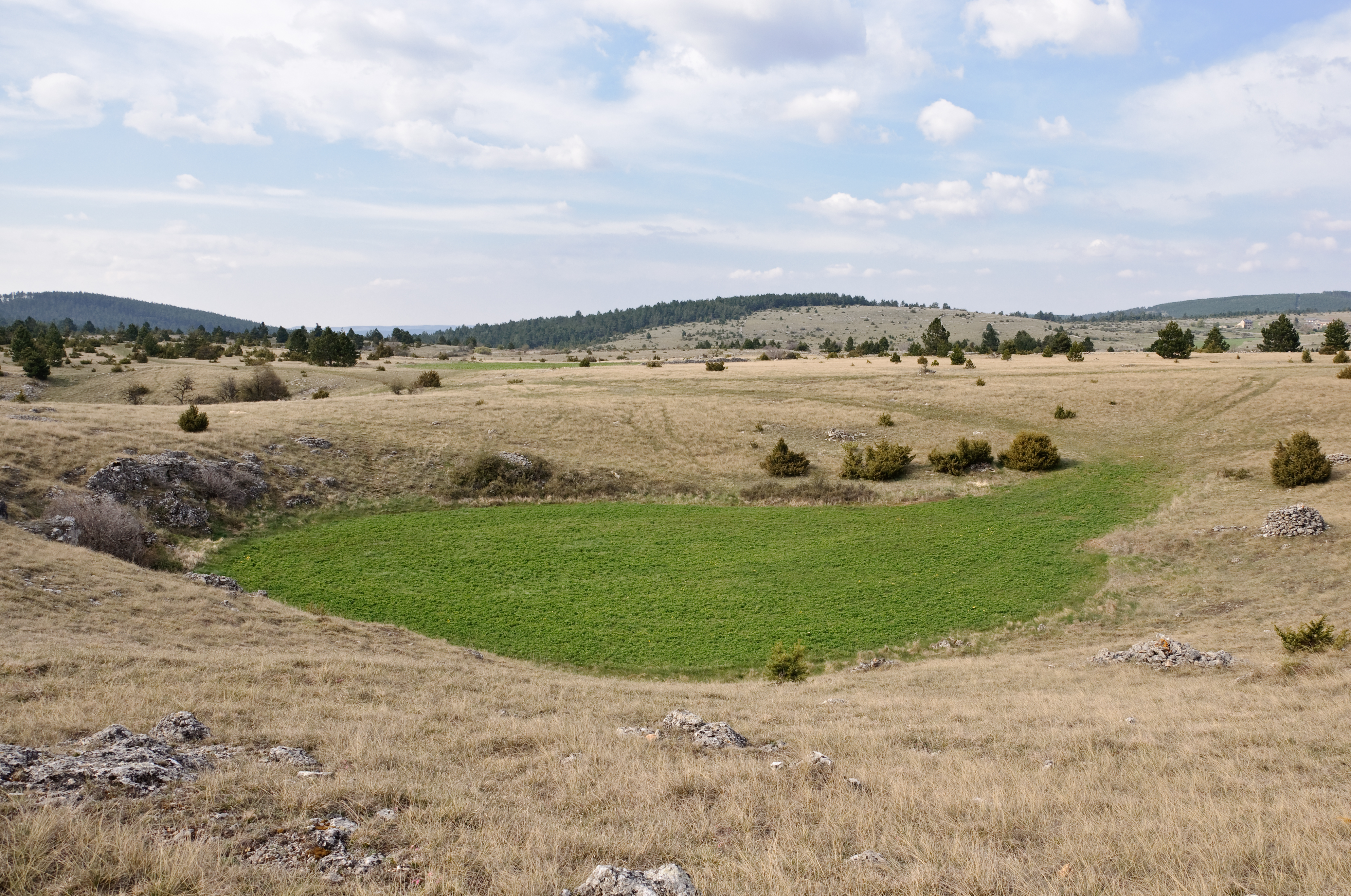
Dolina fértil en el causse de Sauveterre, Lozère, Francia.

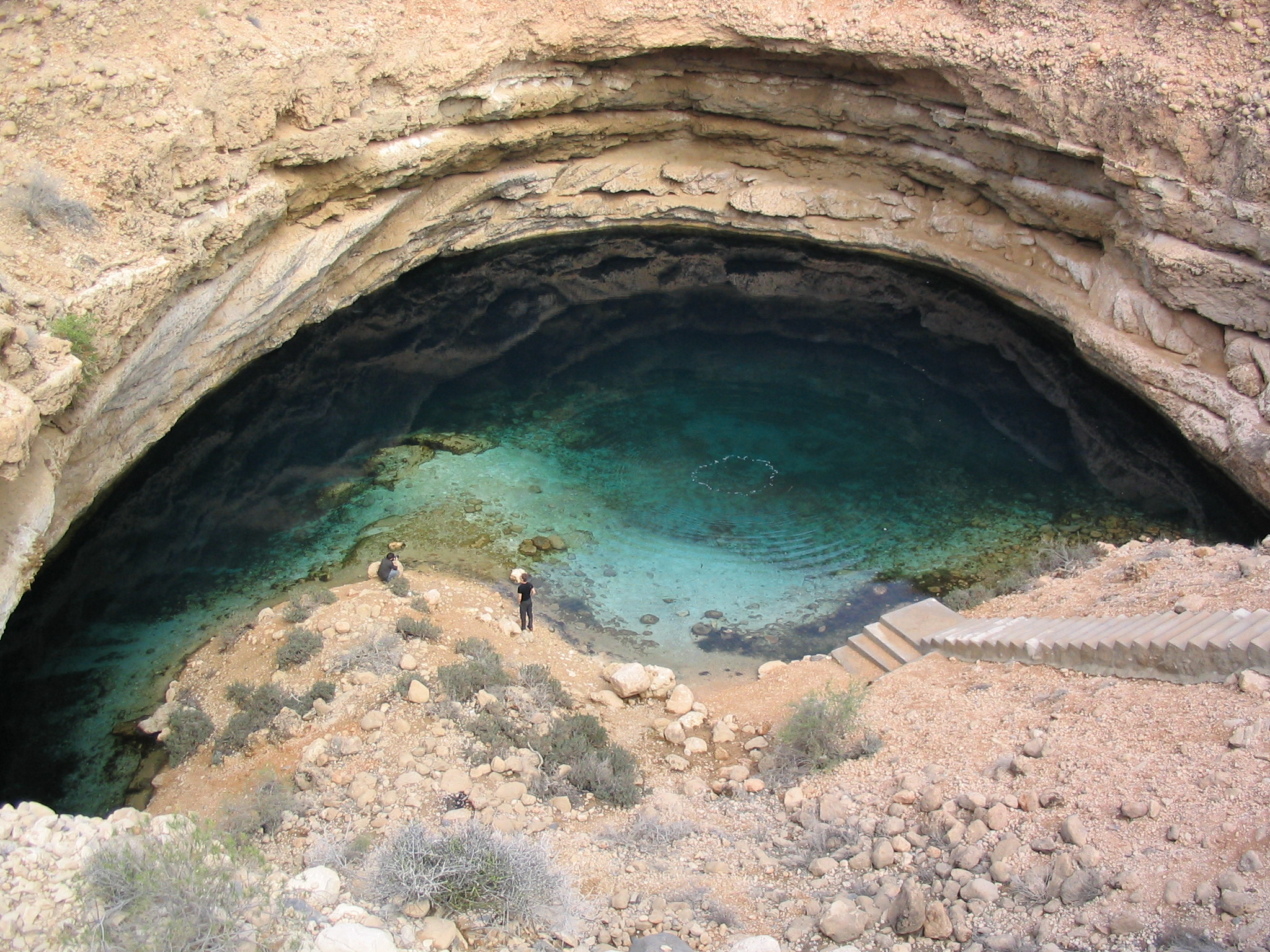
Hundimiento de un conducto kárstico.

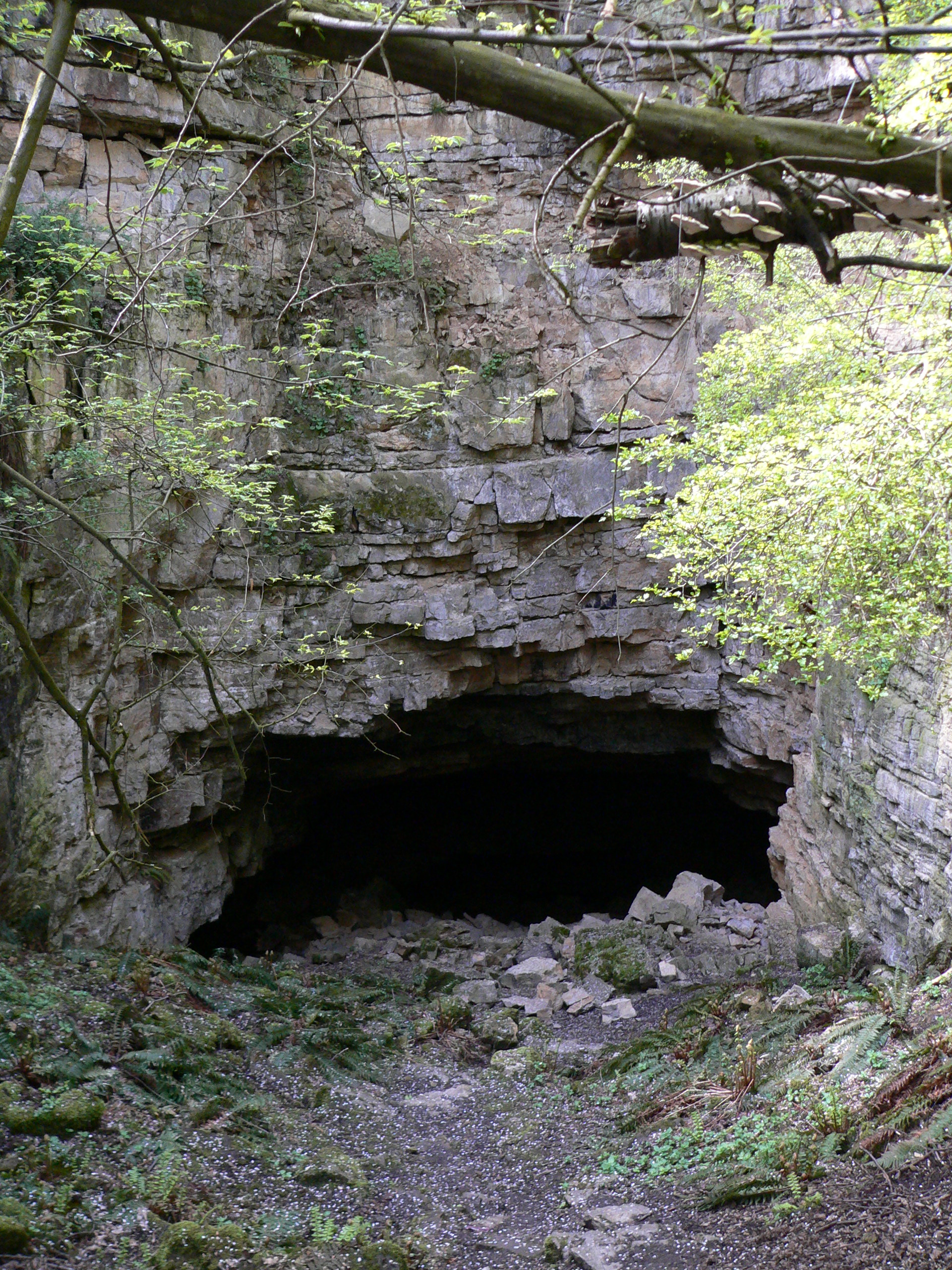
Algunas dolinas se forman por el colapso del techo de una cueva subterránea. Es una forma de relieve común en zonas de roca caliza.

Por lo general, no suelen presentarse en las regiones exclusivamente calcáreas, sino en las constituidas por margas, rocas que están formadas por caliza y arcilla en proporciones variadas. El proceso es relativamente simple: el anhídrido carbónico de la atmósfera se combina con el agua de lluvia para formar ácido carbónico, que ataca al carbonato cálcico de las margas (que no es soluble en el agua) y lo convierte en bicarbonato cálcico, que sí es soluble en el agua, por lo que queda libre la arcilla, la cual se deposita en las zonas bajas del relieve formando cubetas de terra rossa (término italiano que significa «tierra roja») llamadas dolinas, uvalas o valles cársticos como los poljés. La terra rossa es, por lo tanto, una arcilla de descalcificación y presenta una gran fertilidad en lo que respecta a su aprovechamiento agrícola.
Al principio todas las dolinas son absorbentes (pierden agua por infiltración), luego ocurre que allá donde la escorrentía transporta arcilla, esta se deposita e impermeabiliza el fondo de la dolina convirtiéndola en un estanque que se llenará después de las lluvias y se desecará lentamente por la evaporación de las aguas. Una dolina en tanto que formación kárstica que se produce por disolución de la roca o por el derrumbe del techo de una cueva, formando depresiones de contornos circulares y de diverso tamaño. Cuando estas simas poseen paredes escarpadas muy abruptas se denominan torcas y si por el contrario son más suaves y sin escarpes se llaman hoyas. Por lo general se presenta como un pozo ancho, de fondo más o menos aplanado. Si el agua las inunda puede configurar lagunas.

## Tipos

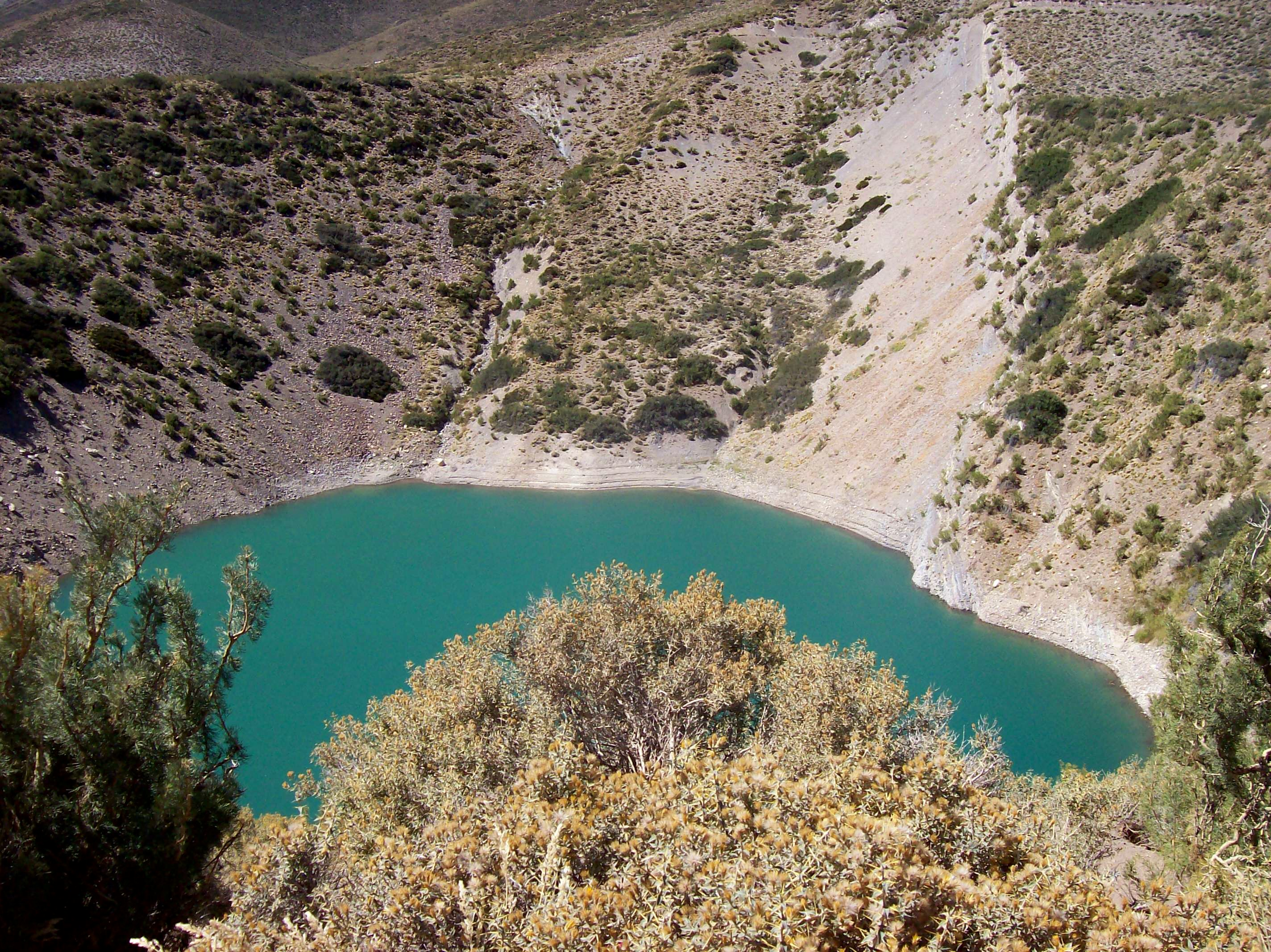
Primer Pozo de las Ánimas, en Malargüe, Argentina, dolina de hundimiento.

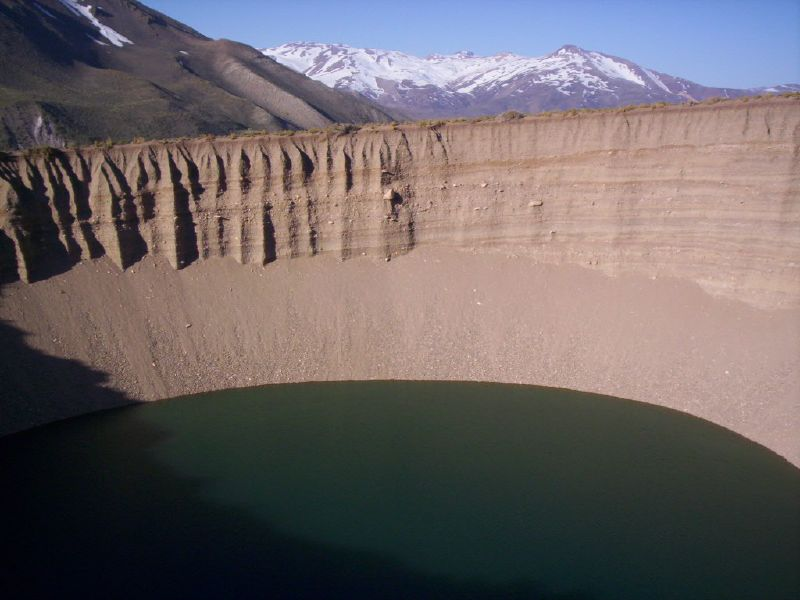
Segundo Pozo de las Ánimas, en Malargüe, junto al anterior.

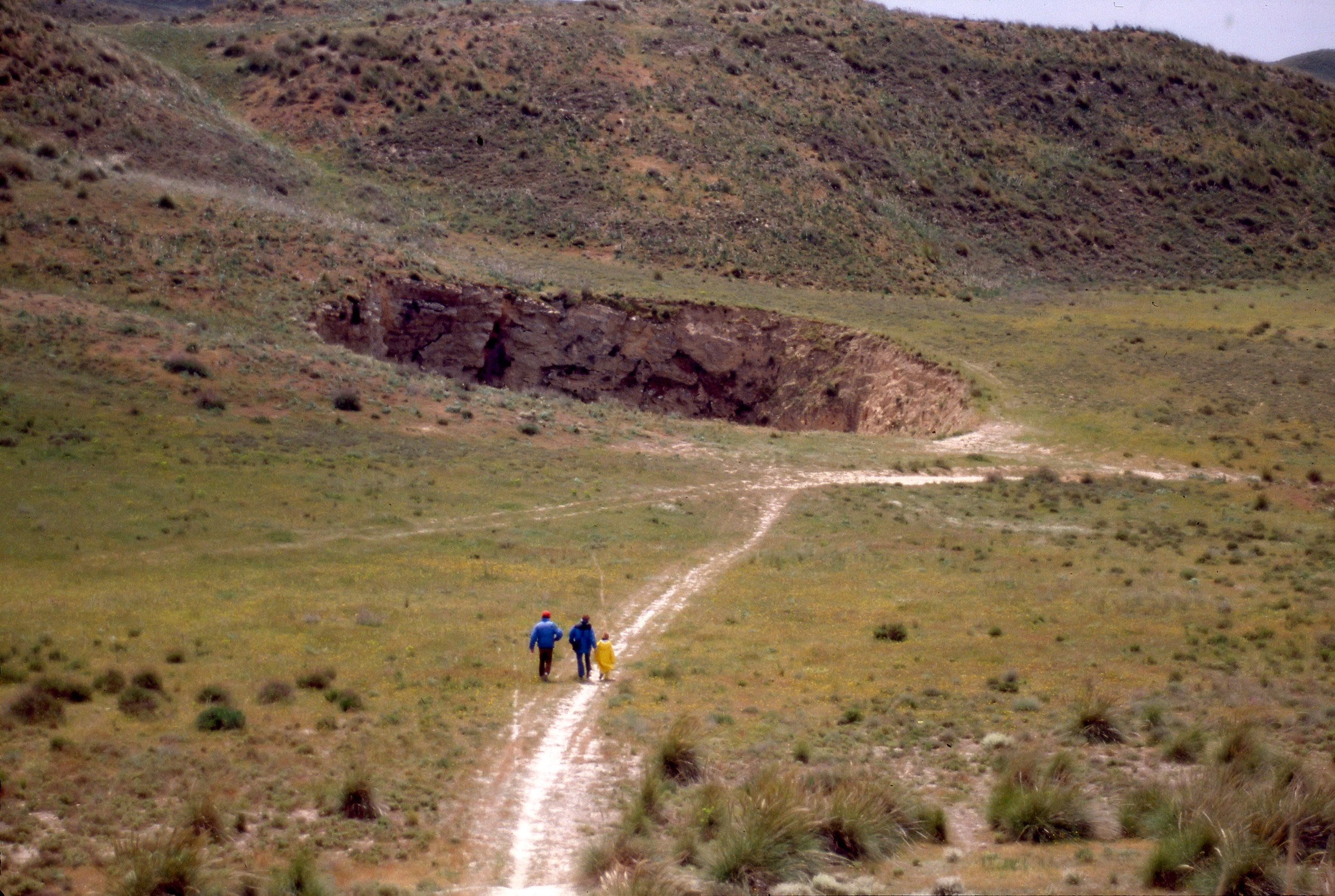
Dolina de colapso en yesos karstificados del sur de la provincia de Madrid.

Las dolinas de disolución son la consecuencia de una lenta pérdida de materia del suelo, disuelta por las aguas pluviales que se encharcan y luego se infiltran en él. Las dolinas de hundimiento se forman al hundirse el terreno sobre una cavidad kárstica, por desplome del techo de esta.
Si tienen un fondo plano y no muy profundo se dice que es una cubeta, o dolina de platillo, que tiene en su fondo terra rossa, lo que impide que continúen los procesos de carstificación. Sin embargo cuando el proceso continúa la dolina adopta un aspecto de embudo, tendremos entonces una dolina de pozo. La dolina de pozo puede comunicar con una sima: cavidad de paredes subverticales que comunica con la superficie. Normalmente las simas comunican con una red subterránea.
Cuando se unen muchas dolinas se puede formar un uvala y a mayor escala un poljé.